# مشعلية مستديرة الأوراق
مشعلية مستديرة الأوراق أو رشاد حجري مستدير الأوراق (الاسم العلمي: Aethionema rotundifolium) هي نوع نباتي يتبع جنس المشعلية من فصيلة الصليبية.